# Luis Alfonso Hoyos
Luis Alfonso Hoyos Aristizábal (Pensilvania, Caldas; 13 de marzo de 1964) es un político y abogado colombiano.

## Biografía
Luis Alfonso Hoyos estudió derecho de la Universidad del Rosario y tiene una maestría en administración de la Universidad de los Andes. Hizo una especialización en ciencias políticas en la Universidad de París.
Ha desempeñado cargos importantes como consultor de la Organización de las Naciones Unidas y senador de la República. Estuvo al frente de la Agencia Presidencial para la Acción Social y la Cooperación Internacional desde el 2003 y en junio de 2009 fue nombrado por el presidente Álvaro Uribe como embajador de Colombia ante la OEA. Fue concejal y presidente del Concejo de Pensilvania, fue representante a la Cámara por el departamento de Caldas, Senador de la República, vicepresidente de la Comisión de Derechos Humanos del Senado, miembro del Consejo Interparlamentario Mundial de la UIP, Vicepresidente de la Comisión Segunda de Relaciones Internacionales, Comercio Exterior y Defensa Nacional del Senado.
Recientemente fue encontrado inocente de cargos que le imputaban por supuestos hechos acontecidos durante la campaña Presidencial en Colombia 2014-2018